# Conotrachelus stylifer
Conotrachelus stylifer – gatunek chrząszcza z rodziny ryjkowcowatych.

## Zasięg występowania
Ameryka Południowa, występuje w Brazylii.

## Budowa ciała
Przednia krawędź pokryw znacznie szersza od przedplecza, zakończona po bokach niewyraźną ostrogą. Na ich powierzchni wyraźne, podłużne żeberkowanie, kompletne po bokach oraz przerywane w środkowej części. Przedplecze okrągławe w zarysie w tylnej części, z przodu nieznacznie zwężone, gęsto i drobno punktowane w środkowej części.